# .351 Winchester Self-Loading
.351 Winchester Self-Loading (також відомий .351 SL або .351 WSL) американський гвинтівковий набій розроблений в 1906 році.

## Історія
Компанія Winchester представила набій .351 SL для самозарядної гвинтівки Winchester Model 1907, яка замінила гвинтівку Winchester Model 1905 під набій .35 SL. Набій .351 SL став популярним серед поліцейських та сил безпеки, як єдиний калібр доступний для Моделі 1907, крім того його використовували у Франції під час обох світових воєн.
На базі .351 SL було створено набій 8×35мм для автоматичного карабіну Ribeyrolles M1918. Крім того в 1919 році було створено експериментальний  пістолет-кулемет Thompson під набій .351 SL, але його не випускали серійно.

## Січасність
В той час як кілька збройних письменників 1960-х років критикували набій .351 SL, що він не підходить для полювання на оленів, а потужність набою інколи порівнюють з зарядом набою .357 Magnum для карабінів, убойна сила набою .351 SL знаходиться між набоями .30-30 Winchester та .35 Remington. Таунсенд Велен похвалив його як "добрий набій для полювання на оленів та схожу дичину тісному лісі."
Більшість доступних зарядів набою .351 SL стріляють кулями вагою 180 гран (11 г) калібру .351, які можуть рухатись зі швидкістю 1,850 та 1,925 fps (563 та 586 м/с відповідно) при стрільбі зі стволу довжиною 20 дюймів (508 мм), при цьому дулова енергія дорівнює енергії набою .30-30 при стрільбі зі стволу довжиною 20 дюймів (508 мм) (а не з довгого дослідного стволу виробника). При порівнянні з іншими набоями середнього калібру, за потужністю набій .351 SL наближається до набою .35 Remington (куля вагою 200 гран (13 г) калібру .358 зі швидкістю від 1,950 до 2,000 fps (586—610 м/с) при стрільбі зі стволу довжиною 20 дюймів (508 мм)), ніж до набою .357 Magnum (куля 158 гран (10 г), швидкість кулі 1,800 fps (548 м/с)).
В набої .351 SL використано кулю незвичайного діаметру .351, замість більш поширених калібрів .357 або .358, які використовують в гвинтівках калібру .35. Більшість куль для набою .351 SL зараз випускають кілька вузькоспеціалізованих виробників, які часто використовують або литі свинцеві кулі, або оболонкові мідні, або, іноді, оболонкові кулі калібру .358 зменшені до калібрів .351 або .352. Зазвичай заряди розраховані на низькі швидкості, щоб їх можна використовувати в старій зброї, яку не обслуговували належним чином, а тому можна побачити сильну різницю у старих боєприпасах .351 SL. Але якщо в гвинтівці Winchester Модель 1907 було замінено зворотну пружину та буфер, набій .351 SL можна споряджати зарядами з початковими швидкостями. Станом на 2017 рік компанія Hawk bullets все ще випускає оболонкові кулі калібру .351, які розширюються з оболонкою відповідної товщини.

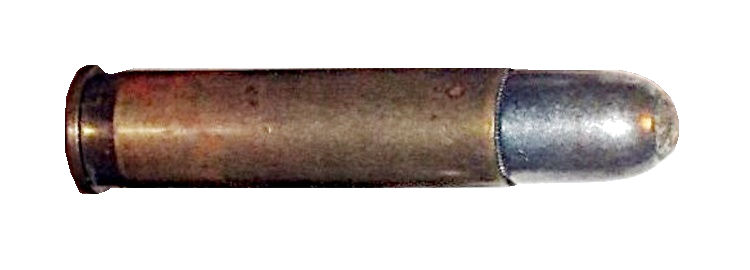
Набій .351 WSL.
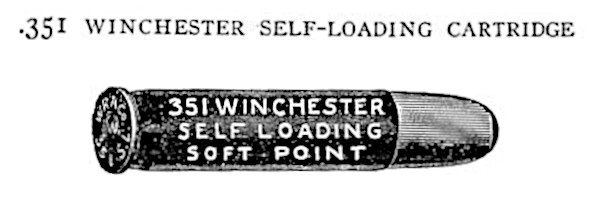
Реклама набою .351 WSL.
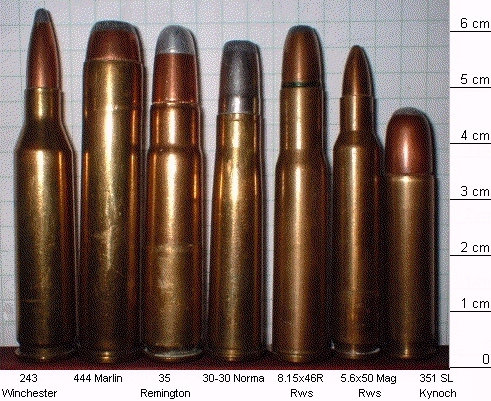
Розміри набоїв .30-30 Win, .35 Rem, .351 WSL.